# Bosanskohercegovački vaterpolski savez
Bosanskohercegovački vaterpolski savez (boš.: Vaterpolo savez Bosne i Hercegovine, srp.: Ватерполо савез Босне и Херцеговине) osnovan je 15. lipnja 2013. udruživanjem pojedinačnih saveza Federacije BiH i Republike Srpske u jedinstven savez. Osnivačka skupština održana je u hotelu Zenit u Neumu, a za predsjednika je izabran Ivan Lakić. Tako su stvoreni preduvjeti za traženje članstva u LEN-u i FINA-i, razvoj klubova i formiranje reprezentacije.
Bosna i Hercegovina država je okružena vaterpolskim velesilama (Hrvatskom, Srbijom i Crnom Gorom). Međutim, sama nema izraženu vaterpolsku tradiciju niti je davala igrače u jugoslavensku reprezentaciju. Jedini gradovi koji imaju vaterpolske bazene su Sarajevo i Banja Luka. Entitetski savezi osnovani su 2009. godine. Pod okriljem saveza Republike Srpske registrirana su samo tri kluba, sva tri iz Banje Luke: Banja Luka, Fortuna i Student. U Sarajevu djeluje pet klubova: Sarajevo, Bosna, Vidra, Mladost i Forma. Na morskoj obali postoji Vaterpolski klub Jadran Neum koji se natječe u južnoj skupini druge hrvatske vaterpolske lige. Glede popularizacije vaterpola u BiH u Sarajevu su više puta organizirani mali međunarodni turniri. Na četirima takvim turnirima nastupali su jaki klubovi iz susjedstva. U Banjoj Luci su u ožujku 2013. prijateljsku utakmicu odigrali srbijanski klubovi Crvena zvezda i Partizan. Do osnivačke skupštine bosanskohercegovačkog vaterpolskog saveza najzad je došlo 15. lipnja iste godine.
Godine 2014. održani su prvi službeni kup i prvenstvo BiH u vaterpolu. Naslov pobjednika kupa osvojio je neumski Jadran, a državnog prvaka VK Banja Luka.
Krajem 2019. godine započeta je izgradnja vaterpolskog bazena, s tribinama, u Neumu.

## Klubovi u europskim natjecanjima
Sezona Lige prvaka u vaterpolu 2019./20. prva je imala u kvalifikacijama bosanskohercegovačkog predstavnika. VK Banja Luka izgubio je svih pet utakmica, ostvarivši razliku u pogocima 8:58 (-150).
- Banja Luka-Barcelona 2:29
- Banja Luka-Sintez Kazanj 1:39
- Banja Luka-Pays D'aix Natation 2:38
- Banja Luka-Steaua Bukurešt 1:31
- Banja Luka-Enka Istanbul 2:21
- VK Banja Luka: Stefan Milovanović, Dalibor Amidžić, Nemanja Babić, Srđan Jolić, Stanko Đukić, Stefan Sobić, Ognjen Praštalo, Nikolaj Milić, Vladan Dmitrašinović, Srđan Stevandić, Stefan Simić, Draško Vujković, Đorđe Ubović

Strijelci osam pogodaka su bili Draško Vujković (5), Dalibor Amidžić (2) i Srđan Stevandić (1).

## Vanjske poveznice
- Službena stranica  Arhivirana inačica izvorne stranice od 1. prosinca 2013. (Wayback Machine)